# Anaglyptus abieticola
Anaglyptus abieticola är en skalbaggsart som beskrevs av Holzschuh 2003. Anaglyptus abieticola ingår i släktet Anaglyptus och familjen långhorningar.
Artens utbredningsområde är Nepal. Inga underarter finns listade i Catalogue of Life.